# Apseudes caecus
Apseudes caecus är en kräftdjursart som beskrevs av Willemoes-Suhm 1875. Apseudes caecus ingår i släktet Apseudes och familjen Apseudidae. Inga underarter finns listade i Catalogue of Life.